# Elcotherm
Die Elcotherm AG (Marktauftritt als ELCO oder Elco Heating Solutions) ist ein schweizerisches Unternehmen in der Heiztechnik; Elco ist als Tochterunternehmen Teil der Ariston-Thermo-Gruppe. Mit einem Marktanteil von über 30 Prozent ist Elco nach eigenen Angaben die Nummer eins im Schweizer Heizungsmarkt.

## Geschichte
Die Gründung der Firma E. Looser & Co. zur Produktion von Ölbrennern im Jahr 1928 erfolgte durch Emil und Elsa Looser in Vilters. Zuvor war Emil Looser mit dem Verkauf und der Reparatur von Fahrrädern, Nähmaschinen, Motorrädern und Apparaten für die Milchverarbeitung in der Landwirtschaft beschäftigt gewesen. Das erste Produkt war ein industrieller Brenner zur Beheizung von Backöfen und eine echte Innovation. 1964, ein Jahr vor dem Tod des Firmengründers Emil Looser, war die Belegschaft auf 520 Mitarbeiter angewachsen und 1978 erwirtschafteten 1700 Mitarbeiter einen Umsatz von 200 Millionen. 1987 erfolgte der Börsengang.
1989 wurde die Sparte Heiztechnik der Klöckner & Co übernommen.
Bis 1992 präsidierte Sohn Hubert Looser die Elco Looser Holding.
1995 wurde die börsennotierte ELCO Looser Holding AG durch ein öffentliches Übernahmeangebot von der Preussag übernommen. 1996 kaufte die Industriellenfamilie Looser die darin enthaltene FLH Holding AG zurück (welche Aktivitäten, die nicht mit der Heiztechnik verbunden waren, beinhaltete) und baute eine Industriegruppe unter dem Namen Looser Holding auf.
Im Jahr 2000 erfolgte der Zusammenschluss der Firmen ELCO Energiesysteme AG, Brennwald AG und Cuenotherm SA zu Elcotherm mit Hauptsitz in Vilters. 2001 erfolgte dann die Übernahme der ELCO-Klöckner-Gesellschaften durch die italienische MTS Group (heute Ariston Thermo Group) von Preussag. Ab 2005 tritt Elcotherm unter dem Markennamen ELCO Heating Solutions auf.
2020 übernahm Elcotherm das 2015 gegründete Handwerker-Startup Kesselheld aus Düsseldorf, welches sich auf Heizungsaustausch spezialisiert hatte.